# جیمی ردنپ
جیمی ردنپ (به انگلیسی: Jamie Redknapp) بازیکن فوتبال زادهٔ ۲۵ ژوئن ۱۹۷۳ اهل انگلستان بود که سابقهٔ بازی در تیم ملی فوتبال انگلستان را در کارنامهٔ خود دارد. وی در تاریخ ۶ سپتامبر ۱۹۹۵ نخستین بازی ملی خود را در مقابل تیم ملی فوتبال کلمبیا انجام داد و با حضور در ۱۷ بازی ملی، در تاریخ ۱۷ نوامبر ۱۹۹۹ واپسین بازی ملی‌اش را در برابر تیم ملی فوتبال اسکاتلند برگزار کرد.
این بازیکن توانسته در بازی‌های ملی، ۱ گل به ثمر برساند.